# Pop Music Express
Pop Music Expres byl časopis vydávaný měsíčně v letech politického uvolnění a svobodného uvažování 1968–1969. Devět čísel vyšlo v roce 1968, dvanáct čísel v roce 1969. Mnoho čísel obsahovalo kresby slavného českého komiksového kreslíře Káji Saudka.